# Hank Jones

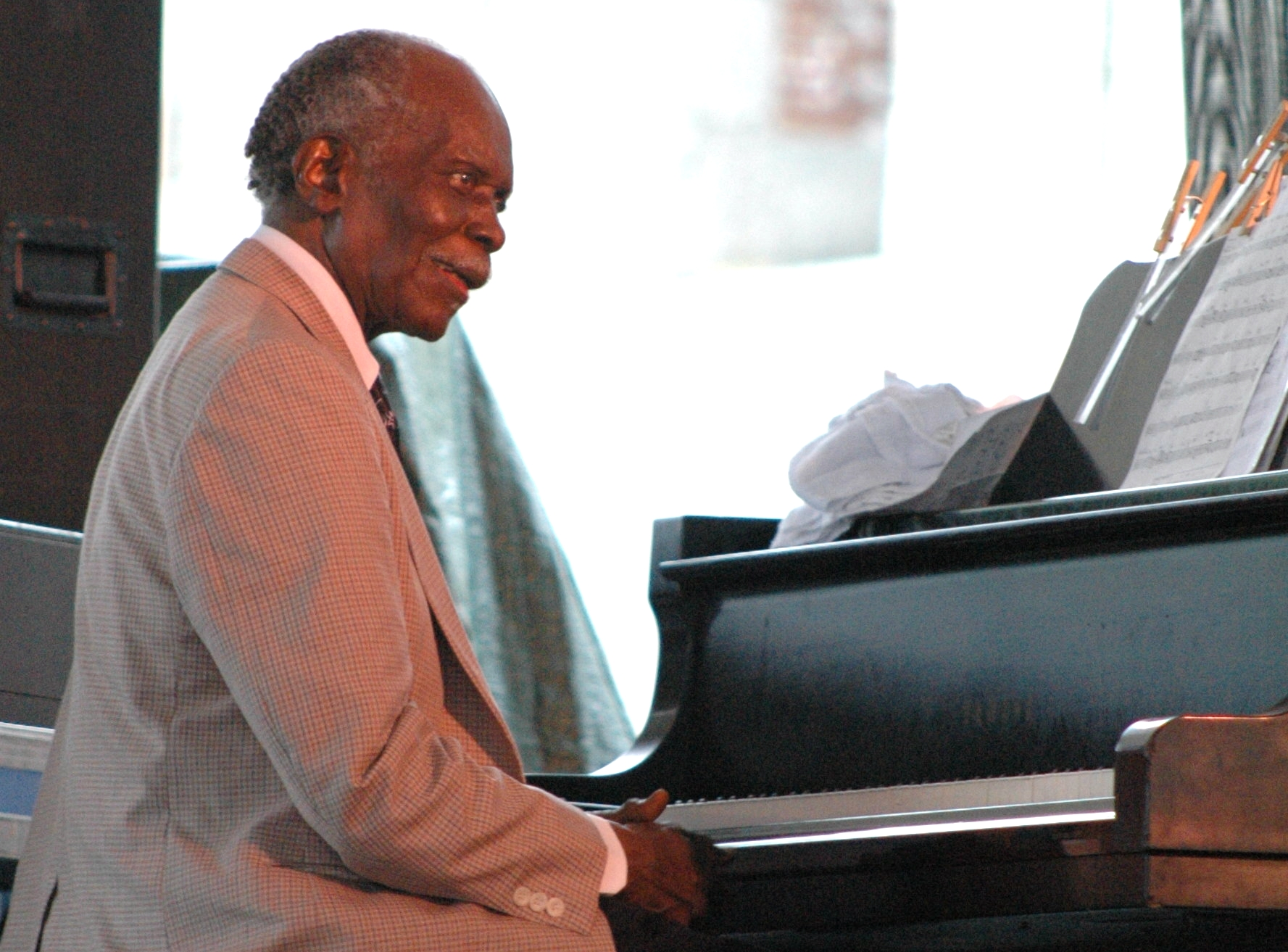
Hank Jones (2005)

Henry „Hank“ Jones (* 31. Juli 1918 in Vicksburg, Mississippi; † 16. Mai 2010 in New York City) war ein US-amerikanischer Jazz-Pianist.

## Leben und Wirken
Der Sohn eines Baptistenpredigers und älteste Bruder von Thad und Elvin Jones wuchs in Pontiac in Michigan auf, wo er Klavierunterricht erhielt. Seit seinem dreizehnten Lebensjahr trat er mit regionalen Bands in Michigan und Ohio auf. Hier fiel er dem Saxophonisten Lucky Thompson auf, der ihm 1944 einen Job in der Band von Hot Lips Page in New York vermittelte, die im Onyx Club in der 52nd Street auftrat. Daneben arbeitete er dort auch mit Charlie Parker, John Kirby, Howard McGhee, Buster Bailey, Coleman Hawkins, Andy Kirk und Billy Eckstine. Seine Einflüsse waren die eher traditionellen Spielweisen der 1930er Jahre: das Stride Piano Fats Wallers sowie das Spiel von Earl Hines und Teddy Wilson; dennoch wurde er in dem Umbruchjahren zwischen Swing und Bebop zum begehrten Sideman.

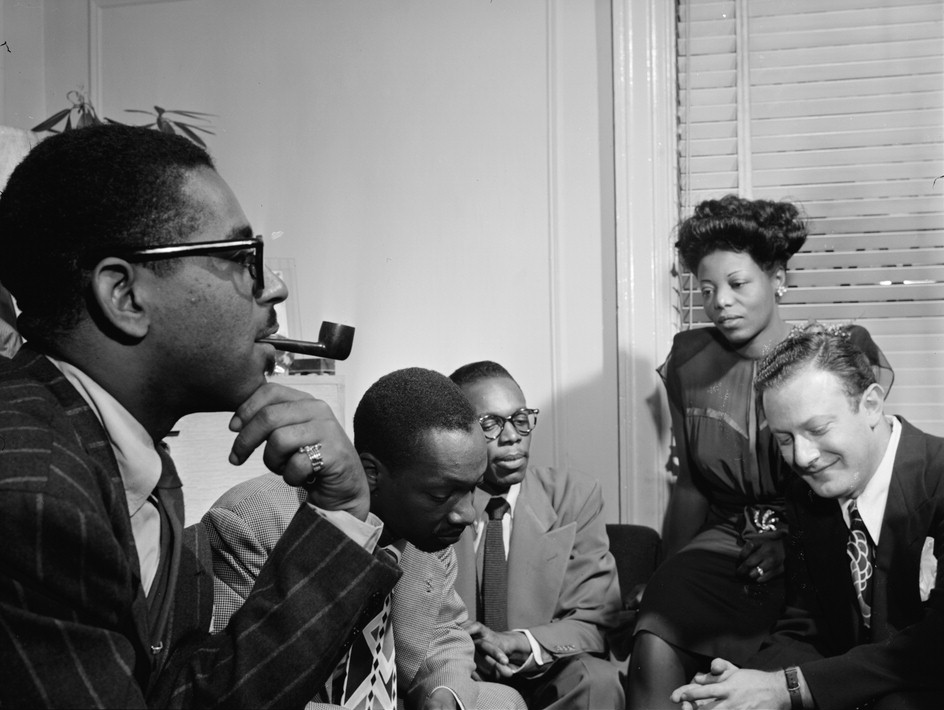
Dizzy Gillespie, Tadd Dameron, Hank Jones, Mary Lou Williams, ca. Juni 1946.
Fotografie von William P. Gottlieb.

Nach einer Tournee 1947 mit Norman Granz’ Jazz at the Philharmonic wurde er Pianist von Ella Fitzgerald, mit der er bis 1953 arbeitete. 1950 wirkte er in Granz’ Musikfilm Improvisation mit, u. a. als Begleiter von Lester Young und Charlie Parker. In den 1950er Jahren arbeitete er mit Musikern wie Benny Goodman, Artie Shaw and His Gramercy Five, Milt Jackson und Cannonball Adderley. 1956 wirkte er bei Quincy Jones’ Debütalbum This Is How I Feel About Jazz mit. Von 1959 bis 1976 war er Studiomusiker bei Columbia Records. Jones war auf unzähligen Aufnahmen für das Savoy-Label und andere Plattenfirmen zu hören, tourte mit Coleman Hawkins, Benny Goodman, spielte mit Cannonball Adderley genauso wie mit Lester Young, außerdem gehörte er dem Thad Jones/Mel Lewis Orchestra an (Thad Jones/Mel Lewis Orchestra: All My Yesterdays: The Debut 1966 Recordings at the Village Vanguard). Im Mai 1962 begleitete er Marilyn Monroe bei ihrem berühmten Happy Birthday, Mr. President Geburtstagsständchen für John F. Kennedy im Madison Square Garden. Er arbeitete daneben als Pianist bei Produktionen wie der Ed Sullivan Show, wo er Stars wie Frank Sinatra begleitete.
1966 war Jones der erste Pianist des Thad Jones/Mel-Lewis-Orchesters, außerdem war er Mitglied des Great Jazz Trio, dem im Laufe der Zeit Ron Carter, Buster Williams, Eddie Gomez und David Wong als Bassisten und Tony Williams, Al Foster, Jimmy Cobb und Billy Kilson als Schlagzeuger angehörten.
Mitte der 1970er Jahre wurde er wieder zum freischaffenden Musiker und spielte im Trio mit Ron Carter und Tony Williams. 1978 spielte er in der Band der Broadway-Musical-Show Ain’t Misbehavin’; er war Pianist und künstlerischer Leiter der Band, die an sechs Abenden die Woche und mittwochs und sonntags auch noch zu nachmittäglichen Vorstellungen auftrat. Erst mit sechzig Jahren begann er Anfang der 1980er Jahre eine Karriere als Solist.
Im Laufe der Jahre spielte er bei praktisch allen großen Jazzlabels der USA mehr als eintausend Aufnahmen als Sideman und Bandleader ein. 2009 erhielt der Musiker einen Grammy für sein Lebenswerk. Hank Jones gab Meisterkurse an zahlreichen US-amerikanischen Hochschulen und am Osaka College.
Jones trat bis kurz vor seinem Tod im Hospiz des Calvary Hospitals regelmäßig als Solist auf und stand noch auf dem Programm des New Yorker Jazzclubs Birdland.

## Preise und Auszeichnungen
Jones wurde 1989 als National Endowment for the Arts Jazz Master ausgezeichnet. 2004 wurde er von der ASCAP als „lebende Jazzlegende“ gewürdigt; fünf Jahre später erhielt er eine National Medal of Arts und einen Lifetime Achievement Grammy.

## Würdigung
In seinem Nachruf würdigte Andrian Kreye in der Süddeutschen Zeitung den Pianisten als den „idealen Begleiter. Mit seinem untrüglichen Gespür für die Spannungsbögen eines Solisten konnte er Jazzbands jeder Größe mit behutsamen Harmonien erden oder mit zielstrebigen Akzenten in Wallung bringen.“

## Diskographie (Auswahl)
- Urbanity, 1947
- Bluebird, 1955 (Savoy Records)
- Somethin’ Else, 1958
- The Talented Touch, 1966
- Hanky Panky, 1975
- Arigato, 1976
- Solo Piano, 1976
- Bop Redux, 1977
- Rockin’ in Rhythm, 1977
- Just for Fun, 1977
- Tiptoe Tapdance, 1977
- Ain’t Misbehavin’, 1978
- In Japan, 1979
- Incredible Hank Jones Meets Louis Bellson & Ira Sullivan, 1979
- Hank Jones-Red Mitchell Duo, 1987
- Lazy Afternoon, 1989
- The Oracle, 1989
- Hank Jones Trio with Mads Vinding and Al Foster, 1991
- Live at Maybeck Recital Hall, Vol. 16, 1991
- A Handful of Keys: The Music of Thomas "Fats" Waller, 1992
- Upon Reflection: The Music of Thad Jones mit Elvin Jones
- Steal Away – Spirituals, Hymns and Folk Songs, 1995 (mit Charlie Haden)
- Sarala, Gitanes 1995 (mit Cheick Tidiane Seck und den Mandikas spielt er arabische Mandinkamusik)
- Master Class, 1997
- Favors, 1997
- I Remember You, 2002
- Bluesette, 1979/2002
- The Trio, 1977/2003
- For My Father, 2005
- Hank and Frank, 2006
- Hank and Frank II, 2009 (mit Frank Wess, Marion Cowings)
- Come Sunday, 2010 (mit Charlie Haden)
- Live at Jazzhus Slukefter, Vol. 2, 2020